# Acranthera siamensis
Acranthera siamensis là một loài thực vật có hoa trong họ Thiến thảo. Loài này được (Kerr) Bremek. mô tả khoa học đầu tiên năm 1947.